# Make It wit Chu
Make It wit Chu is de derde single van het album Era Vulgaris van Queens Of The Stone Age. Het is de eerste nummer 1-hit in de Kink 40 in 2008.
Het originele nummer is opgenomen tijdens de Desert Sessions op het album Volumes 9 & 10. De naam van het nummer werd veranderd van "I Wanna Make It wit Chu" naar "Make It wit Chu".

## Tracks

### CD
1. "Make It wit Chu" (Edit) – 3:48
2. "Needles in the Camel's Eye" – 3:23 (Brian Eno cover)
3. "White Wedding" – 3:52 (Billy Idol cover)
4. "Make It wit Chu (Video)" – 3:48

## NPO Radio 2 Top 2000
| Nummer met noteringen in de NPO Radio 2 Top 2000 | '17  | '18  | '19  | '20  | '21  | '22  | '23  | '24  |
| ------------------------------------------------ | ---- | ---- | ---- | ---- | ---- | ---- | ---- | ---- |
| Make It wit Chu                                  | 1845 | 1426 | 1558 | 1664 | 1695 | 1699 | 1341 | 1564 |

1. ↑  Een vetgedrukt getal geeft de hoogste notering aan.
2. ↑  2017 was het eerste jaar met een notering voor dit nummer.